# Buniasih (Maleber)
Buniasih is een bestuurslaag in het regentschap Kuningan van de provincie West-Java, Indonesië. Buniasih telt 782 inwoners (volkstelling 2010).